# Robert Knox (Mediziner)

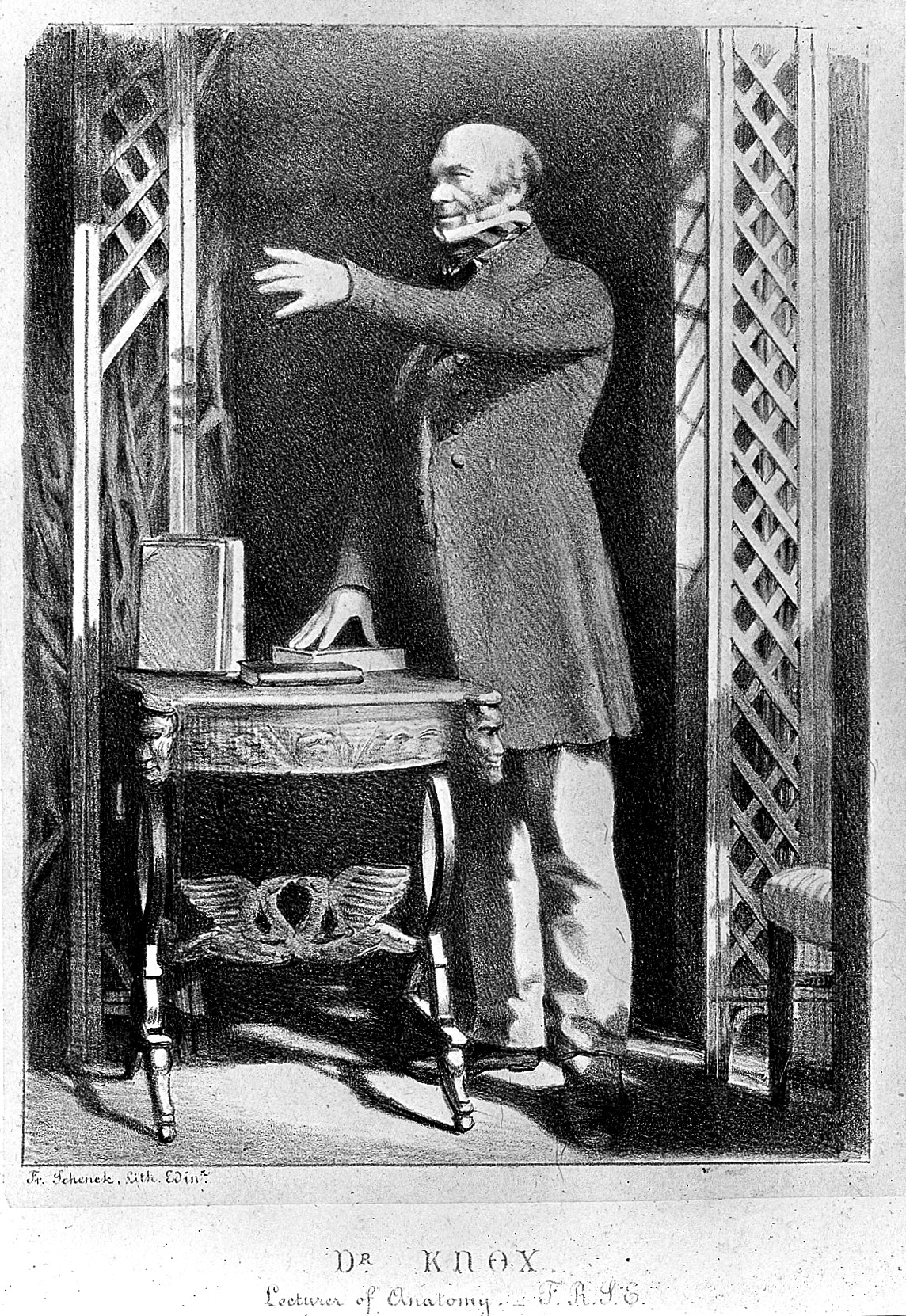
Lithografie von Robert Knox

Robert Knox (* 4. September 1791 in Edinburgh; † 20. Dezember 1862 in London) war ein schottischer Arzt, Naturwissenschaftler und Reisender, der in die West-Port-Morde verwickelt war.

## Leben
Knox war das achte Kind eines Lehrers für Naturphilosophie. Er besuchte die Royal High School in Edinburgh. 1810 begann er in Edinburgh mit dem Medizinstudium. Abgesehen davon, dass er einmal durch die Anatomieprüfung fiel, ist aus seiner Universitätszeit nichts bekannt. Nach dem Abschluss des Studiums im Jahr 1814 und nachdem er ein Jahr am St Bartholomew’s Hospital in London gearbeitet hatte, diente er als assistant surgeon in der Armee. Im April 1817 trat er dem 72nd Regiment of Foot bei, wurde umgehend mit diesem nach dem Kap der Guten Hoffnung eingeschifft und blieb dort bis April 1820. Weihnachten 1820 kehrte er nach Großbritannien zurück. Bereits im folgenden Oktober ging er nach Frankreich, um dort für etwas länger als ein Jahr Anatomie zu studieren. In dieser Zeit traf er Georges Cuvier und Étienne Geoffroy Saint-Hilaire, die er beide zeit seines Lebens sehr verehrte. Zu Weihnachten 1822 kehrte er nach Edinburgh zurück. 1823 wurde er zum Mitglied (Fellow) der Royal Society of Edinburgh gewählt. Bald nach seiner Wahl legte er dem Royal College of Surgeons of Edinburgh einen Plan für ein Anatomiemuseum vor. Dieser Plan wurde angenommen, acht Monate später war Knox Kurator des neuen Museums.
Von 1826 bis 1840 betrieb er eine private Anatomieschule in Surgeon’s Square in Edinburgh. Der als extravagant geltende Knox verwandte seinen Scharfsinn darauf, zur Entzückung seiner Studenten die Ältesten und den Klerus der Stadt anzugreifen und den Glauben seiner Mitbürger zu verspotten. Er hatte mehr Studenten als alle anderen privaten Tutoren zusammen. Seine Vorlesungen waren nicht für empfindliche Gemüter geeignet. John James Audubon führte er mit blutigen Fingern durch seinen Seziersaal, dieser berichtete später:

„Die Anblicke waren außerordentlich widerwärtig, manche schockierender, als ich je für möglich gehalten hätte. Ich war froh, dieses Leichenhaus verlassen und wieder die gesunde Luft der Straße atmen zu dürfen.“

Knox unterrichtete Anatomie nach der „französischen Methode“, obwohl das Zerlegen menschlicher Leichen immer noch illegal war. Dabei war eine Leiche pro Student erforderlich. Den Nachschub lieferten traditionell Leichendiebe, indem sie die sterblichen Überreste von Armen und Obdachlosen an die Anatomen verkauften. Unter anderem kaufte Knox auch von den Mördern William Burke und William Hare Leichen. Nachdem diese am 2. November 1828 festgenommen worden waren, wendete sich die öffentliche Meinung auch gegen ihren Abnehmer. Im Juni 1831 verlor er das Amt des Kurators für das von ihm gegründete Museum. Die Einnahmen aus seiner Lehrtätigkeit gingen ebenfalls stark zurück.
In der Folgezeit bestritt er seinen Lebensunterhalt zunächst hauptsächlich mit verschiedenen Veröffentlichungen medizinischen, aber auch anderen Inhalts. Am besten verkaufte sich sein Buch über das Fischen. 1856 wurde er an das London Cancer Hospital in Brompton berufen und war dort bis zu seinem Tod tätig. Er ist auf dem Brookwood Cemetery in Surrey begraben.

## Bewertung
Nach Jürgen Osterhammel entstanden nach der Revolution von 1848/49 „rassegestützte Universaltheorien oder, in kritischer Sicht, geschlossene Wahnsysteme. […] Robert Knox wollte mit seiner Vortragssammlung The Races of Men (1850) seine Zeitgenossen auf den seiner Ansicht nach rassischen Hintergrund der politischen Konflikte im zeitgenössischen Europa hinweisen. Knox’ Einfluss, der erheblich war, wurde nur noch übertroffen von […] Arthur de Gobineau“.

„Wie Gobineau im französischen Adel die besten rassischen Elemente zu erblicken meinte, so Knox in den Sachsen und, neben ihnen, in den Slawen.“

## Trivia
Knox diente als Vorlage für den Charakter des „Thomas Rock“ in Dylan Thomas’ The Doctor and the Devils, für den des Thomas Potter in Matthew Kneales English Passengers und für „Mr. K.“ in Robert Louis Stevensons Erzählung Der Leichenräuber.